# Benedict Takahiko Tomizawa
Benedict Takahiko Tomizawa (jap. ベネディクト冨澤孝彦) (ur. 12 lutego 1911 w Kioto, zm. 26 marca 1989) – japoński duchowny rzymskokatolicki, biskup Sapporo.

## Biografia
Benedict Takahiko Tomizawa urodził się 12 lutego 1911 w Kioto w Cesarstwie Japonii. 27 marca 1937 otrzymał święcenia prezbiteriatu i został kapłanem prefektury apostolskiej Kioto.
11 grudnia 1952 papież Pius XII mianował go biskupem Sapporo. 30 stycznia 1953 otrzymał również nominację na administratora apostolskiego prefektury apostolskiej Karafuto. 19 marca 1953 przyjął sakrę biskupią z rąk internuncjusza apostolskiego w Japonii abpa Maximiliena de Furstenberga. Współkonsekratorami byli biskup Nagasaki Paul Aijirō Yamaguchi oraz biskup Kioto Paul Yoshiyuki Furuya.
Jako ojciec soborowy wziął udział w soborze watykańskim II. 3 października 1987 przeszedł na emeryturę. Zmarł 26 marca 1989.